# Agrophysik
Die Agrophysik ist eine interdisziplinäre Wissenschaft, die Theorien und Methoden der Physik auf Fragestellungen und Probleme die Agrarwissenschaft (Agronomie) anwendet.

## Geschichte
Die Kühlung zur Erhaltung von Lebensmitteln ist seit Jahrhunderten ebenso bekannt ebenso wie die Verbesserung der Verdaulichkeit von Nahrungsmitteln durch Hitze und Feuer. Die Geburt der eigentlichen Agrophysik steht in Zusammenhang mit der Landtechnik, die bereits im 19. Jahrhundert Zugkraftmessungen bei Pflügen durchführte. Die Bezeichnung Pferdestärke wurde von James Watt eingeführt und der Zugkraftbedarf von Landmaschinen von Max Eyth und Gustav Fischer ermittelt, die physikalischen Bedingungen im landwirtschaftlichen Bauwesen von Hermann Mölbert untersucht.
Seit Mitte der 1950er Jahre ist die Agrophysik in allen Bereichen der Agrarwissenschaft verbreitet. Sowohl die Bodenkunde als auch die Pflanzenzüchtung, der Pflanzenschutz und Qualitätsprüfungen verwenden neben der Agrarchemie vermehrt physikalische Methoden.
Zur Anwendung kommen in der agrophysikalischen Forschung Elektronen- und Neutronenstrahlen, Elektromagnetische Strahlen wie Gammastrahlen, Röntgenstrahlen, sichtbarer Spektralbereich, Infrarotstrahlen, Mikro- und Radiowellen. Auch eine Optische Bank für die Untersuchung landwirtschaftlicher Produkte besteht bereits an der Universität Hohenheim.
Internationale Forschungszentren, die sich auf die weitere Entwicklung der Agrophysikalischen Wissenschaften konzentrierten, sind das Institut für Agrophysik in der Polnischen Akademie der Wissenschaften in Lublin und das Agrophysikalische Forschungsinstitut in der Russischen Akademie der Wissenschaften in St. Petersburg.